# Carl-Alex Ridoré
Carl-Alex Ridoré (* 14. März 1972) ist ein Schweizer Politiker (SP).

## Biografie
Carl-Alex Ridoré wurde 2001 ins Gemeindeparlament von Villars-sur-Glâne gewählt. Im Jahr 2006 folgte die Wahl in den Grossen Rat des Kantons Freiburg. Im Juni 2008 wurde er zum Oberamtmann des Freiburger Saanebezirks gewählt.
Die SP schickte Ridoré ins Rennen um bei der Ständerats-Ersatzwahl vom 26. September 2021 Christian Levrat zu beerben.
Carl-Alex Ridoré hat haitianische Wurzeln und ist der erste schwarze Oberamtmann der Schweiz. Er studierte Rechtswissenschaften an der Universität Freiburg und besitzt das Anwaltspatent.